# Hellerup (Halland)
 For alternative betydninger, se Hellerup (flertydig). (Se også artikler, som begynder med Hellerup)
Hellerup er et gods i Ljungby sogn, Falkenbergs kommun, Sverige. Hellerup er først nævnt skriftligt i løbet af 1300-tallet. Hovedbygningen kaldes slottet og er en gammel træbygning fra det 16. århundrede. Bygningen er blevet restaureret. I midten af 1600-tallet havde godset lidt over 180 underordnede gårde, og hovedgården havde et areal på 954 hektar.

## Ejer
Hellerups førstnævnte ejer var Per Tönnesson Oxehufvud, der siges at have bosat sig på gården i 1320. Hans søn blev gift med Margareta, en datter af Bengt Bengtsson Krabbe. Deres søn, Oluf Bosson, giftede sig med Kerstin Store fra Høglida i Västergötland og fik bl.a. en søn, Bo Olofsson, der havde et barnebarn ved navn Bo Andersson Oxehufvud.
Bos datter Ingegärd blev gift med Arild Pedersen Griis. Familien Griis beholdt gården indtil 1601, da Arilds svigerdatter Anna Grubbe solgte godset til Brostrup Gjedde. Familien Gjedde beholdt godset indtil 1661, da det blev solgt til Jonas Gyldencrantz, der blev Hellerups første svenske ejer. Han solgte gården efter kun et år til Israel Norfeldt. Han kom til at eje gården sammen med sin svigersøn, Gerhard Leyoncrantz, indtil han selv døde. En datter af Leyoncrantz blev gift med Jörgen Wilhelm Muhl, der blev den næste ejer af godset i slutningen af 1600-tallet. Familien Muhl beholdt gården indtil slutningen af 1800-tallet.